# Мрежа от лъжи
 Тази статия е за американския филм от 2008 г.  За турския сериал от 2020 г. вижте Мрежа от лъжи (сериал).  
„Мрежа от лъжи“ (на английски: Body of Lies) е американски филм от 2008 г. Филмът е екранизация на роман със същото име.
„Мрежа от лъжи“ е режисиран от Ридли Скот (режисирал и „Американски гангстер“, „Блек Хоук“ и др.) по сценарии от Уилям Монахан. В главните роли участват Леонардо ди Каприо, Ръсел Кроу, Оскар Айзък, иранската актриса Голшифтех Фарахани и австралиският актьор Винс Колосимо.
Продукцията е заснета във Вашингтон и в Мароко. Премиерата му в САЩ е на 10 октомври 2008 г. Премиерата в България е на 28 октомври 2008 г.

## „Мрежа от лъжи“ в България
На 11 август 2013 г. се излъчва за първи път по bTV с български дублаж за телевизията. Екипът се състои от:
| Роля                | Изпълнител                                                                      |
| ------------------- | ------------------------------------------------------------------------------- |
| Преводач            | Елена Илиева                                                                    |
| Режисьор на дублажа | Албена Павлова                                                                  |
| Тонрежисьор         | Стефан Македонски                                                               |
| Озвучаващи артисти  | Йорданка Илова Калин Сърменов Светломир Радев Радослав Рачев Александър Воронов |